# محاصره قلعه فیروزجاه
محاصره قلعه فیروزجاه نبردی در حوالی مازندران بود.
یک سال پس از آغاز پادشاهی شاه محمد خدابنده (۱۵۷۹ میلادی)، مهدعلیا (خیرالنساء بیگم) دختر میر عبدالله‌خان فرصت را برای انتقام از قاتلان پدر خویش فراهم دید. این رویداد نهایتاً باعث انزجار امرای قزلباش از مهدعلیا، کشتن وی و از طرفی نابودی دودمان مرعشیان شد.

## پیش زمینه
میر عبدالله‌خان پدر مهدعلیا (خیرالنساء بیگم) در زمان شاه طهماسب یکم در مازندران که محل فرمانروایی اجداد وی بود، حکومت می‌کرد ولی چون از اطاعت شاه طهماسب سرپیچی کرد، شاه طهماسب یکم پسر عموی وی میرسلطان‌مراد خان را که مدعی حکومت مازندران بود، تقویت کرد تا جایی که او میر عبدالله‌خان را کشت و با موافقت شاه صفوی به حکمرانی بخشی از سرزمین مازندران رسید. پس از مرگ میرسلطان‌مراد نیز پسرش سلطان محمود، معروف به میرزاخان، جانشین وی شد و بعد از شاه طهماسب سراسر مازندران را به تصرف درآورد و در زمان پادشاهی شاه اسماعیل دوم در آن ولایت حکمرانی مطلق بود.
پس از مرگ شاه اسماعیل دوم و آغاز پادشاهی شاه محمد خدابنده، چون زمام حکومت ایران به دست خیرالنساء بیگم افتاد، وقت را برای انتقام خون پدر مناسب دید و به دستاویز اینکه میرزاخان پس از تاجگذاری شاه محمد خدابنده به درگاه شاهی نیامده و اظهار اطاعت ننموده‌است، حکومت مازندران را به میرعلی‌خان بن قوام‌الدین (پسردایی فخرالنساء) داد و یکی از سران طایفه ترکمان را نیز با جمعی سپاه برای تصرف مازندران همراه وی کرد.

## پناهندگی به قلعه فیروزجاه
میرزاخان که توانایی پایداری در برابر قشون صفوی نداشت در قلعه فیروزجاه پناه گرفت و حکومت را به میرعلی‌خان بن قوام‌الدین باز گذاشت. مهدعلیا که قصدش انتقام خون پدر بود به پناهندگی و تغییر والی مازندران راضی نمی‌شد. مأموران خیرالنساء بیگم نتوانستند میرزا خان را دستگیر نمایند.

## گسیل نیروهای قزلباش
چون مأموران مهدعلیا نتواستند میرزا خان را بگیرند، دو تن از سرداران معروف قزلباش، پیره محمدخان استاجلو و قورخمس‌خان شاملو را با جمعی از سرداران مأمور لشکرکشی به مازندران و تصرف قلعه فیروزجاه کرد. این دو سردار قزلباش هم موفقیتی نصیبشان نگردید. پس از آن مهدعلیا به شاهرخ‌خان ذوالقدر فرمان داد تا این مأموریت را انجام دهد. شاهرخ‌خان ذوالقدر با وجود مخالفت به فرمان شاه محمد خدابنده به سوی مازندران حرکت کرد. شاهرخ‌خان ذوالقدر در مازندران به پیره محمدخان استاجلو و قورخمس‌خان شاملو پیوست. شاهرخ‌خان ذوالقدر که تسخیر قلعه را دشوار می‌دید از در موعظه و دوستی درآمد و میرزاخان توصیه کرد به همراه سرداران قزلباش به قزوین (پایتخت) بیاید و از شاه و ملکه عذرخواهی کند. سرانجام میرزاخان با قول حفظ جان از قلعه خارج شد و خود را تسلیم کرد و با سرداران قزلباش به سوی قزوین راهی شدند.

## کشتن میرزاخان
مهدعلیا که مقصودش این بود آن دژ را بگیرد و به بهانه مقاومت میرزاخان، وی را بکشد و به علاوه چون فهمید سرداران قزلباش با میرزاخان پیمان شفاعت بستند، بسیار خشمگین شد و همین که سرداران به یک فرسنگی قزوین رسیدند، چند تن از قورچیان را به اردوی ایشان فرستاد تا میرزاخان را بگیرند و شب هنگام بی اطلاع سرداران به قتل برسانند. با وجود مخالفت‌های امیران قزلباش، چون دستور نوعی فرمان شاهی محسوب می‌شد، سرداران قزلباش میرزاخان را تحویل قورچیان دادند. مأموران مهدعلیا نیز میرزاخان را در همان شب کشتند.

## عاقبت و نتیجه
رفتار کینه‌توزانه، مغرورانه و مستبدانه ملکه و عدم توجه به قول و قرار امرای قدرتمند قزلباش با میرزاخان و سختگیری‌های گذشته وی با نظامیان صفوی، باعث شد سرداران قزلباش توطئه‌ای بر علیه وی بچینند که این همدستی و تبانی نهایتاً منجر به قتل مهدعلیا شد.

## یادداشت
1. ↑  وی منصب مهردار سلطنتی را داشت که در آن زمان از پست‌های بزرگ و مهم دولتی در دربار صفویه محسوب می‌شد.